# Jeu de rôle en ligne massivement multijoueur

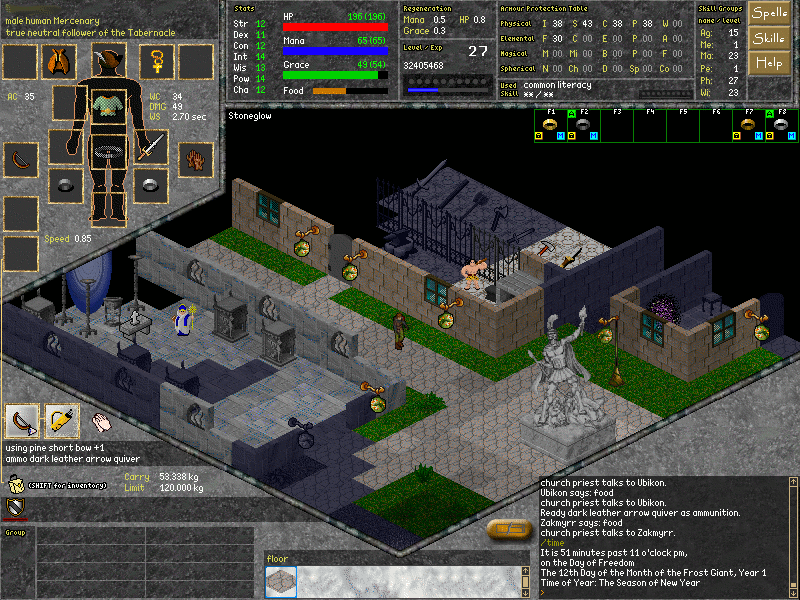
Interface classique dans les MMORPG (ici un jeu en 2D isométrique) : la majorité de l'écran présente une vue du monde où évolue l'avatar du joueur, tandis que différentes fenêtres lui permettent d'interagir (icônes d'action, fenêtre de discussion, etc.) et décrivent son état (équipement, points de vie, de magie, d'expérience, de protection, description du groupe, etc.). — Capture d'écran du jeu Daimonin.

Le jeu de rôle en ligne massivement multijoueur, (en anglais, massively multiplayer online role-playing game, MMORPG, parfois JDRMM en français) est un genre de jeux vidéo associant le jeu de rôle et le jeu en ligne massivement multijoueur, permettant à un grand nombre de personnes d'interagir simultanément dans un monde virtuel. Ce type de jeu, par la persistance de l'environnement et l'implication qu'il demande, crée des rapports sociaux entre joueurs particulièrement forts, avec l'apparition de phénomènes inédits, comme les communautés virtuelles de joueurs et les risques de dépendance ludique.
Le joueur est représenté par un avatar, personnage qu'il crée puis fait progresser dans un monde virtuel d'inspiration fantastique, de science-fiction ou de super-héros, riche en aventures. Ce faisant, il interagit avec l'environnement contrôlé par le programme et avec les autres joueurs.
Les MMORPG sont une source de profits importants. En 2006, le marché mondial des jeux en ligne massivement multijoueur, représentait plus de 13 millions d'abonnements payants et un chiffre d'affaires de 2,5 milliards USD,.

## Historique du terme
Le terme MMORPG aurait été utilisé pour la première fois en 1996 par Trip Hawkins, le fondateur d'Electronic Arts, à la suite de l'usage répété des expressions « massivement multijoueur » (massively multiplayer) et « univers persistant en 3D » (3D persistent world), pour tenter de décrire aux médias son nouveau jeu, Meridian 59.
Même si les MMORPG tels qu'on les connait depuis ont été créés au début des années 1990, leur origine remonte en fait à la fin des années 1970.

## Description

### Thèmes
La majorité des MMORPG (du moins les plus anciens) ont pour thème le médiéval-fantastique, comme l'univers décrit dans l'ancêtre des jeux de rôle, Donjons et Dragons. Les genres de la fantasy ou de l’heroic fantasy, étroitement mêlés sont également très présents. Ces MMORPG se déroulent dans des mondes parallèles mythiques de type médiéval ou antique où cohabitent généralement héros, guerriers, créatures imaginaires, magie et sorcellerie, cultures anciennes et éléments surnaturels. Ce thème a été utilisé dans des MMORPG tels que Ultima Online, Lineage, EverQuest, Rappelz, World of Warcraft, Metin2 ou encore ArchLord.

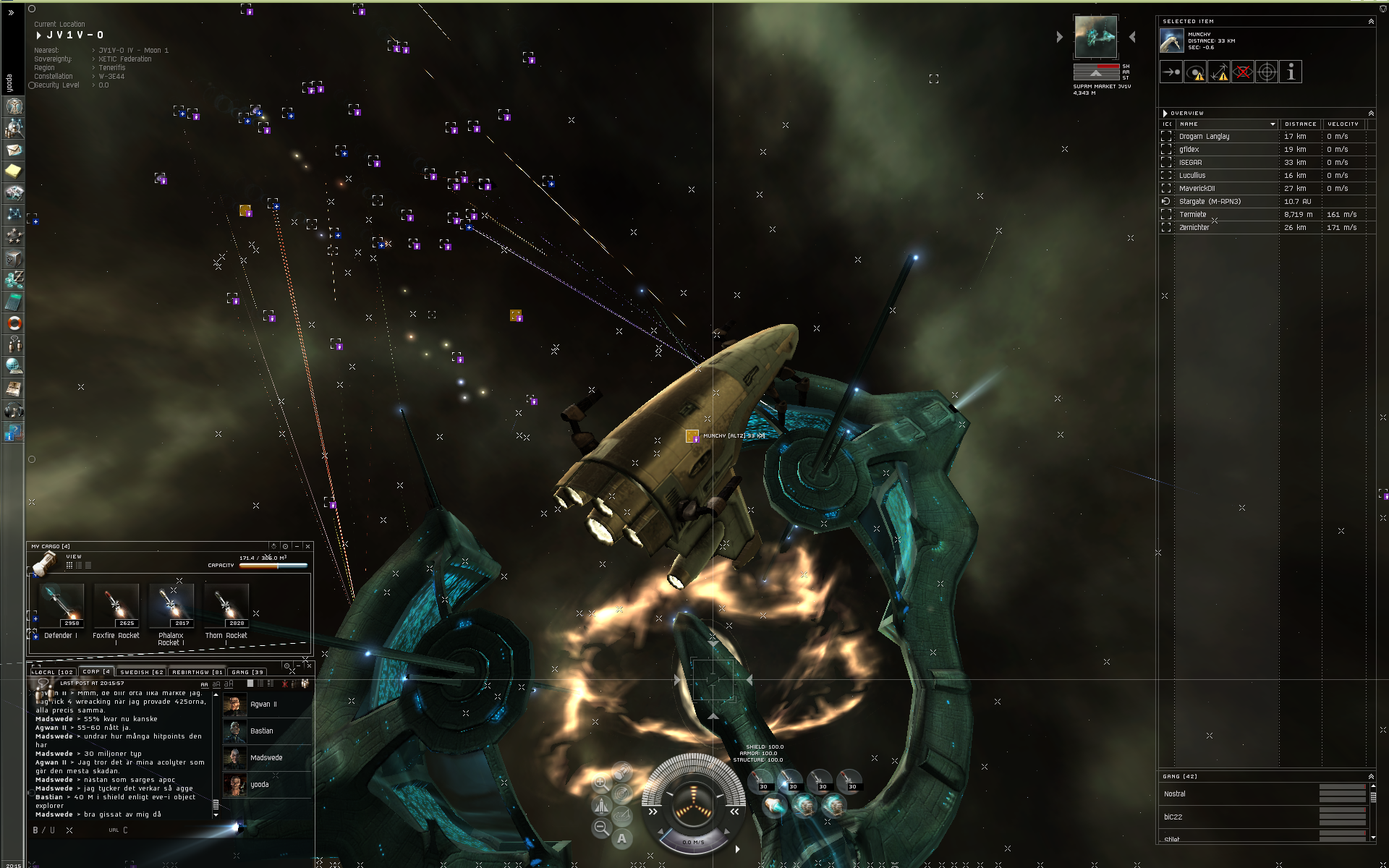
Attaque d'une station spatiale par une coalition de joueurs dans le jeu futuriste Eve Online.

D'autres utilisent en plus des éléments futuristes de science-fiction, tels que Anarchy Online, Eve Online ou Star Wars Galaxies.
Une tendance actuelle est d'utiliser une franchise populaire, qui garantit un certain succès en utilisant un monde déjà bien connu du public. C'est le cas par exemple de World of Warcraft qui reprend l'univers de Warcraft, de Star Wars Galaxies qui reprend celui de Star Wars, du Seigneur des Anneaux Online qui reprend le thème développé dans le livre Le Seigneur des anneaux ou de City of Heroes qui propose au joueur d'incarner un super-héros dans la lignée des comics américains de Marvel Comics ou DC Comics.

### Progression
Dans la plupart des MMORPG, le principal but est de faire progresser son personnage. Il existe différentes manières de faire progresser son personnage. Durant la progression du scénario, le personnage progresse dans le monde virtuel selon un scénario prédéfini. Contrairement au jeu de rôle classique sur papier, le scénario d'un jeu vidéo est régi par des algorithmes. Cela rend les scénarios des jeux vidéo plus rigides que ceux généralement pratiqués sur papier. Néanmoins certains MMORPG permettent à leurs joueurs de faire de nombreux choix de carrière, d'autres sont réputés très rigides. Lors de la progression de l'équipement, au cours de ses diverses péripéties, le joueur sera amené à progresser et s'améliorer par l'acquisition de nouvelles pièces d'équipement.
Lors de la progression par expérience, beaucoup de MMORPG reprennent le concept des points d'expériences, afin d'atteindre de nouveaux niveaux ou compétences permettant à son personnage de devenir meilleur en de nombreux points. Cette progression se fait de deux manières distinctes. Soit en accomplissant des quêtes, c'est-à-dire des missions données par un PNJ, soit en tuant des monstres gérés par l'environnement. Ces deux actions rapporteront des points d'expérience (XP), le plus souvent en quantité proportionnelle à la difficulté de la tâche.

### Mécanismes
- Boss : monstre plus dur à battre que d'ordinaire et souvent plus impressionnant. Si un boss traditionnel peut être vaincu avec l'aide d'un groupe réduit, les boss les plus puissants peuvent parfois demander la coopération d'une centaine de joueurs.
- Butin (« loot », « drop ») : récompense laissée par les PNJ ennemis morts, souvent sous forme de monnaie ou d'objets. La plupart des monstres donnent des objets aléatoires, tandis que certains vont à coup sûr donner le même objet à chaque fois. Il existe deux types de butins en fonction du jeu : les butins de groupe, que les joueurs doivent se partager entre eux, ce qui peut permettre le vol de loot ; et les butins instanciés qui sont directement donnés au joueur.
- Hôtel de ventes (HDV, « Marché », « Commissaires priseurs ») : interface permettant aux joueurs de proposer des objets à vendre, permettant d'établir une économie propre au jeu, et directement stimulée par les joueurs. Les joueurs sont souvent libres de choisir le prix de vente, mais les objets sont souvent vendus à l'unité. Les hôtels de ventes permettent ainsi aux joueurs d'acquérir, en payant avec la monnaie du jeu, des objets dont l'obtention est difficile, voire impossible avec d'autres méthodes.
- Instances : zone du monde virtuel sans persistance, dans lequel le joueur se retrouve seul ou accompagné seulement par son groupe. Les actions réalisées dans une instance n'ont souvent aucune conséquences sur le reste du monde virtuel. Ces zones peuvent ainsi servir à narrer une histoire plus personnelle, isoler le joueur pour lui apprendre à jouer, ou bien permettre des changements radicaux dans une zone.
- Joueur contre joueur (PvP : « player versus player ») : les joueurs s'affrontent entre eux.
- Joueurs contre environnement (PvE : « player versus environment », ou PvM : « player versus monster ») : collaboration entre joueurs pour affronter l'environnement ou des créatures contrôlés par l'ordinateur.
- Monstre (« mob ») : personnage non joueur ennemi qui est là pour combattre.
- Personnages non joueurs (PNJ, ou NPC : « non player character ») : personnages non joueurs qui sont là pour vendre plusieurs items (objets), en acheter, effectuer des échanges automatiques, proposer des quêtes…
- Pop (« spawn » ou « respawn ») : réapparition d'un personnage non joueur au bout d'un certain délai après sa mort.
- Profession (« artisanat », « crafting », « farming ») : activité souvent facultative permettant de créer ou récolter des objets. Il est souvent demandé dans un MMORPG de choisir une ou deux professions parmi plusieurs, créant ainsi une inter-dépendance entre les joueurs.
- Royaume contre royaume (RvR : « realm versus realm ») : forme de PvP de groupe, entre joueurs de faction ou royaumes adverses.
- Tueur de joueur (PK : « player killer ») : joueur agressif qui va attaquer des joueurs sans distinction de niveau, sans implication dans le roleplay, juste pour s'amuser ; à l'opposé d'un joueur « traditionnel » qui restera pacifique et ne combattra les autres joueurs que pour survivre.

### Communication
La communication se passe dans les MMORPG principalement par le biais du texte à la manière de discussion sur IRC, mettant en place différents dispositifs selon le jeu. Certains jeux vont ainsi proposer un fil de discussion à destination des personnages géographiquement proches, à destination de tous les joueurs du serveur, à destination de tous les joueurs de la guilde à laquelle le joueur appartient. Le langage se rapproche parfois du langage SMS, pour une communication plus rapide, reprenant de nombreux termes anglais.
À partir de 2005 environ, les logiciels de messagerie instantanée et de voix sur réseau IP (par ex. TeamSpeak, Ventrilo ou encore Mumble) permettent des conversations vocales entre un nombre important de joueurs. L'efficacité tactique des groupes de joueurs utilisant ce mode de communication se voit fortement renforcée, par rapport à ceux n'utilisant que le mode texte, dans les phases de jeu collectif particulièrement délicates. Il n'est alors pas rare que les opérations prennent un aspect quasi-militaire, dans lequel les ordres sont donnés vocalement par certains joueurs seulement, reconnus pour leur expérience des tactiques du jeu, ainsi que leur capacité de commandement.

## Aspects techniques
La plupart des MMORPG fonctionnent sur une architecture client–serveur et un système de communication entre plusieurs ordinateurs au sein d'un réseau et qui permet un échange d'information réciproque entre les « clients » et le serveur. Ainsi le logiciel qui génère le monde virtuel tourne de façon continue sur un serveur et les joueurs s'y connectent via le logiciel du jeu installé sur leur ordinateur personnel.
Selon le nombre de joueurs et le type d'architecture système, un MMORPG peut nécessiter de tourner sur plusieurs serveurs, chacun créant un monde virtuel indépendant unique, les joueurs d'un serveur ne pouvant interagir avec ceux d'un autre serveur.

### Premiers mondes numériques multijoueur
La première forme de monde virtuel persistant est le multi-user dungeon (plus connu sous le sigle de MUD) qui apparaît en 1979 dans des universités américaines. Les premiers MUD ne sont au départ que de simples interfaces textuelles permettant aux différents joueurs de se déplacer dans différents lieux virtuels. Plusieurs joueurs peuvent alors se connecter en même temps, communiquer ensemble au moyen d'un système de dialogue basique, se mouvoir dans les différents lieux disponibles et interagir entre eux. Le programme utilise une base de données d'objets utilisables par les joueurs au moyen d'une dizaine de commandes, le tout entièrement géré via une interface textuelle similaire à un questionnaire à choix multiple où chaque réponse implique une nouvelle question.

### Prémices commerciales
En 1985, pour le compte de Lucasfilm Games, Chip Morningstar et Randall Farmer mettent au point Habitat et font évoluer le genre en proposant un univers virtuel persistant, non plus en « mode texte » comme les MUD, mais en « mode graphique ». Doté d'une interface graphique en 2D (s'inspirant ici des graphismes de bandes dessinées) et d'un rendu en 3D isométrique, le projet Habitat est un pionnier du genre et ne verra pas le jour.

### Première génération sur Internet
En 1991, America Online (AOL) lance Neverwinter Nights, le premier MMORPG entièrement graphique. Bien loin des MUDs avec quelques graphismes et une interface textuelle, il repose sur le moteur de jeu Gold Box développé par Strategic Simulations, Inc. pour Pool of Radiance en 1988 et ensuite repris sur une quinzaine de titres, notamment Curse of the Azure Bonds, Secret of the Silver Blades et Pools of Darkness. Ses règles sont donc dérivées de celles de Advanced Dungeons & Dragons et l’univers médiéval-fantastique est celui des Royaumes oubliés. Au lancement du jeu, la connexion est très chère, avec un coût de 6 dollars par heure de jeu. Par la suite, le jeu deviendra gratuit et fera partie des services AOL (restant donc limité aux abonnés). Quand les serveurs ferment, en 1997, il y a 115 000 joueurs abonnés, et aux heures d’affluence plus de 2 000 connexions simultanées, soit une augmentation de 4 000 % par rapport au lancement du jeu en 1991.
En 1996 sort Dark Sun Online: Crimson Sands. SSI, fier de son travail sur Neverwinter Nights pour AOL renouvelle l’expérience, s’appuyant cette fois sur le moteur plus moderne qu’ils ont développé pour Dark Sun: Shattered Lands, Dark Sun: Wake of the Ravager et Al-Qadim: The Genie's Curse. À la base c’est AT&T qui commande le jeu pour concurrencer AOL sur le terrain de Neverwinter Nights mais en cours de route la commande est annulée. Finalement Total Entertainment Network (TEN) prend le relais et sort le jeu. Les serveurs de Crimson Sands ferment finalement en 1998 quand Total Entertainment Network disparaît, racheté par Pogo.com.
Le 27 septembre 1996, 3DO lance Meridian 59. Le jeu, développé par Archetype Interactive, s’inspire du phénomène de plus en plus populaire des MUD et du succès de Neverwinter Nights. Il se distingue de ses prédécesseurs par sa modélisation graphique en 3D avec une vision subjective directement inspirée de Wolfenstein 3D et de Doom. Malgré des graphismes déjà dépassés pour l’époque, Meridian 59, offre une nouvelle expérience pour les joueurs qui découvrent directement l’univers virtuel au travers des yeux de leur avatar. On peut y voir une volonté d’immersion. L’ordinateur n’est plus un simple moyen d’accès à un univers virtuel, il devient une fenêtre donnant sur le monde fictif où l’utilisateur devient son personnage. Dès la bêta publique, initiée en 1995, ce sont plus de 25 000 joueurs qui se retrouvent sur les serveurs de Meridian 59.
Ultima Online (UO) sort le 30 septembre 1997, édité par la société Origin Systems. Il est souvent considéré comme le premier grand succès du MMORPG. Il immerge les joueurs dans l’univers médiéval-fantastique de la série Ultima. Comme dans Dark Sun: Shattered Lands', le monde est représenté à l’aide d’une vue isométrique à la troisième personne. Le succès du jeu est sans précédent puisqu’à son apogée, en 2003, il compte plus de 250 000 joueurs. C’est aussi le premier MMORPG à dépasser 100 000 abonnés payants (Neverwinter Nights en avait autant au lancement de Ultima Online, mais il était devenu gratuit). En juin 2006, il représente encore 1,1 % des parts du marché du MMORPG.
Le 16 mars 1999, EverQuest est lancé aux États-Unis. Avant la fin de l’année il a dépassé le nombre d’abonné d’Ultima Online, se positionnant ainsi en leader du marché. Développé et édité par Sony Online Entertainment, il marque une étape importante dans l’histoire du MMORPG. Le développement d’EverQuest démarre en 1996 à la suite du succès de Meridian 59 et The Realm Online, tous deux en 3D.  

### Deuxième génération
- Anarchy Online est commercialisé le 27 juin 2001 et se déroule dans un univers futuriste, dans lequel les manipulations génétiques et les implants cybernétiques sont monnaie courante. Le joueur peut incarner un personnage parmi l'une des 4 races proposées. Il devra ensuite choisir l'apparence de son personnage, sa profession parmi une douzaine et enfin son positionnement dans le conflit en choisissant de se rallier à un camp ou de rester neutre. L'univers de Anarchy Online est particulièrement inspiré des sagas Star Wars et Matrix où les joueurs s’affrontent et bâtissent le futur de ce monde… Le jeu commence à se faire vieux et pour continuer à le faire fonctionner, Funcom, l’éditeur du jeu, a créé une version de base d’Anarchy Online totalement gratuite où des pubs du monde réel s’affichent dans le monde virtuel. Cette technique de financement est très rarement utilisée dans les MMORPG car l’immersion, très importante dans ce genre de jeu, est plus difficile… Cet univers a suscité un énorme engouement de la communauté des joueurs en ligne et de nombreuses créations ont été réalisées. Des dessins, des vidéos amateurs, des clips, des séries vidéo et des mini-jeux ont été réalisés par la communauté d’Anarchy Online.
- Eve Online, développé par CCP, est sorti en 2003. Il se déroule dans un contexte futuriste et spatial. Il est fortement tourné vers le PVP dans un unique monde virtuel. D'ailleurs, le fait que les joueurs soient sur un serveur unique et la liberté de jeu favorise l'étendue des possibilités économiques virtuelles offertes dans le jeu. Cependant, les possibilités sont telles qu'il est déjà arrivé que les joueurs, par mouvement social de grande ampleur face à une annonce prévoyant la modification du système de paiement d'accès au jeu, de bloquer le système économique du jeu, le rendant injouable. CCP cède finalement aux attentes des « grévistes », permettant la libération de l'économie.

### Génération actuelle
Actuellement[Quand ?], le développement des mondes persistants en ligne conduit à l'apparition de véritables sociétés culturelles virtuelles, riches de contenu et de relations sociales où tous les types de joueurs et de personnes se croisent et se lient. Plusieurs millions d'individus interagissent quotidiennement dans ces mondes virtuels, selon des règles dynamiques et évolutives. Les nouveaux mondes persistants ne constituent pas uniquement de nouveaux espaces de jeu. Ils s'accompagnent d'une culture propre, de la formation de sociétés réelles évoluant au rythme des joueurs.
Les MMORPG actuellement n'utilisent pas les dernières techniques en matière de rendu 3D disponible pour les jeux vidéo (pour qu'un grand nombre de joueurs puissent avoir la possibilité de faire tourner le jeu sur leur ordinateur), mais une tendance se dégage (comme pour les jeux de tir à la première personne) vers des graphismes réalistes.
- Dofus, développé et édité par Ankama Games. Après quelques mois de bêta-test, Dofus est commercialisé le 1er septembre 2004 en France puis plus tard dans d'autres régions du monde. Il est le MMORPG le plus joué en France et dénombre 1,5 million d'abonnés chaque mois ainsi que 25 millions de comptes créés depuis sa commercialisation.
- RuneScape (conçu par Jagex). Reconnu MMORPG gratuit le plus populaire au monde par le Livre Guinness des records, RuneScape compte environ quinze millions de comptes Free to play (jouables gratuitement) et plus de deux millions de comptes Pay to play (par abonnement payant). Il y a présentement plus de 200 millions de comptes RuneScape qui ont été ouverts depuis sa création en janvier 2001.
- Ryzom (commercialisé le 16 septembre 2004), qui, malgré les multiples reprises par différentes entreprises, continue de vivre grâce à une communauté forte et principalement tournée vers le jeu de rôle. L'univers de Ryzom, imaginé par l'éditeur Nevrax, sort des classiques habituels, il y existe un système uni-classe mais multi-branche et l'artisanat est l'un des plus complexes et intéressants à déchiffrer.
- World of Warcraft, du concepteur américain Chris Metzen de la société Blizzard, commercialisé le 11 février 2005, est rapidement devenu un des MMORPG les plus pratiqués[13]. Il est le premier jeu du type à dépasser les dix millions de joueurs réguliers. Les revenus du jeu sont colossaux pour l'éditeur.
- The Secret World, développé par Funcom, sorti le 3 juillet 2012, se joue avec un système économique d'épisode. Le joueur achète des épisodes pour débloquer de nouvelles quêtes et de nouvelles zones. Les quêtes dites d'investigation et de sabotage sont respectivement basées sur une méthode de résolution intellectuelle, ou de discrétion.
- Guild Wars 2, sorti en août 2012, cherche aujourd'hui à s'imposer comme une nouvelle référence dans le domaine par l'augmentation de la cadence des mises à jour. Le jeu devient le jeu le plus rapidement vendu en un an, certainement grâce à un système économique innovant (l'abonnement n'est plus de rigueur).
- Final Fantasy XIV : a Realm Reborn, refonte de la première version appelé Final Fantasy XIV, sorti le 27 août 2013 sur PC et Playstation 3 et le 14 avril 2014 sur Playstation 4[14]. Le jeu reprend le système de job propre à la licence et permet la possibilité de jouer toutes les classes existantes avec un même personnage. Actuellement[Quand ?] le jeu compte quatre extensions : Final Fantasy XIV: Heavensward sorti le 23 juin 2015[15], Final Fantasy XIV: Stormblood sorti le 20 juin 2017[16], Final Fantasy XIV: Shadowbringers sorti le 2 juillet 2019 et Final Fantasy XIV: Endwalker sorti de le 07/12/2021.

## Économie

### Marché des MMORPG
Les MMORPG sont très populaires et sont une source de profits importants. Ainsi, en 2006, le marché mondial du MMORPG représentait plus de 13 millions d'abonnements payants et un chiffre d'affaires de 2,5 milliards USD.
Ce marché est en pleine expansion et les prévisions sur le nombre de joueurs et les profits engendrés sont prometteurs pour les éditeurs. [réf. nécessaire] En 2010, ce marché avoisinait les 5,5 milliards USD, doublant ainsi en 4 ans, et enregistrant chaque année une croissance à deux chiffres. Le chiffre d'affaires des logiciels de jeux vidéo pourrait s'élever à 30,5 milliards USD et le chiffre d'affaires des logiciels des MMOG pourrait représenter plus de 10 % de ce marché.

### Modèle économique
Le modèle économique des MMORPG repose principalement autour de quatre éléments : l'achat du jeu lui-même, l'achat d'extensions, le règlement d'un abonnement pour participer au jeu, et enfin l'achat dans le jeu d'élément facultatifs virtuels. Ces éléments s'agencent différemment selon les jeux. Communément un joueur paye le jeu puis un abonnement, pour certains jeux il n'y a pas d'abonnement mais des extensions régulières et payantes sont quasi indispensables. Ce revenu est investi dans le développement du jeu, l'infrastructure réseau, le service après vente et l'organisation d’évènements dans le jeu.
L'achat du jeu se fait généralement par le système de distribution classique du jeu vidéo. Certains éditeurs offrent également la possibilité de télécharger le jeu et d'acheter sur Internet la clé nécessaire à la création d'un compte de jeu afin de réduire les coûts et d'éviter au joueur de s'encombrer avec des boites de jeux.
De manière générale les systèmes d'abonnement sont mensuels et nécessitent aux joueurs de payer entre 5 et 15 € par mois. La pratique courante est d'obtenir une période gratuite à l'achat du logiciel, après quoi il est nécessaire de s'abonner au service pour pouvoir continuer à en profiter.
Afin de fidéliser leurs clients, les éditeurs se doivent d'apporter constamment de nouvelles modifications au jeu. Cela peut consister en de nouvelles zones de jeu avec de nouvelles quêtes, de nouvelles armes, de nouveaux monstres, des modifications du système de jeu ou du gameplay. Les petites retouches sont faites par des patchs et sont gratuites. Les grosses modifications, les extensions, sont payantes. Elles ne sont généralement pas obligatoires pour continuer de jouer, mais sans, le joueur aura plus de mal à côtoyer les autres joueurs en ayant fait l'acquisition.
Le dernier mode de financement repose sur la vente de biens virtuels aux joueurs. Ils sont notamment destinés à personnaliser et améliorer les avatars. Le modèle économique de ce genre repose sur un jeu gratuit  et sans abonnement (aussi appelé free to play), ainsi que sur la masse d'utilisateurs inscrits susceptible d'acquérir des options non-obligatoires mais payantes.

### Économie parallèle
Le marché des MMORPG connaissant une forte croissance, des services en ligne permettant d'acheter des objets « virtuels » avec de l'argent « réel » sont apparus. C'est la base d'une économie parallèle qui se développe généralement à la marge des services proposés par les exploitants des jeux. Le marché est principalement alimenté par des détrousseurs de monstres (gold farmers) qui se servent d'un MMORPG comme d'une source d'objets virtuels, créant une économie par la revente de ces objets hors du jeu. C'est-à-dire que des joueurs travaillent en indépendants dans le jeu pour fournir à d'autres joueurs moyennant finance des contenus du jeu qu'ils ont récoltés. On estime que 100 000 Chinois vivent de cette activité.
Ces pratiques sont globalement réprouvées par les exploitants des jeux, d'une part les détrousseurs de monstres pillent des zones entières déséquilibrant le jeu pour les autres utilisateurs ; d'autre part elles créent un déséquilibre social entre les joueurs, facilitant l'avancement à ceux qui peuvent payer.
Ainsi des sites indépendants vendent des objets et des avatars, instaurent des bourses d'échange entre les jeux. Ces services se servent d'une ambiguïté dans la licence des jeux pour éviter les poursuites. Un site comme eBay, qui a longtemps servi de passerelle à cette activité, l'interdit aujourd'hui. Certains éditeurs ont également mis en place eux-mêmes un service encadré d'achat d'objets mais cela reste rare. C'est le cas de Sony Online Entertainment qui a mis en place un tel système en 2005 pour le jeu EverQuest II sur quelques serveurs dédiés.

## Sociologie et psychologie

### Attentes des joueurs
Le MMORPG regroupe un nombre important de joueurs sur une période importante. Les développeurs de MMORPG ont intérêt à répondre à leurs besoins pour accrocher le plus de joueurs possible.
Richard Bartle, pionnier des jeux massivement multijoueurs, est le premier à proposer une classification des joueurs de MMORPG selon les quatre attentes suivantes : exploration, performance, sociabilité, domination. La série de questions Bartle Test permet de se positionner autour de ces catégories.
Nick Yee, chercheur dans les jeux en ligne et les réalités virtuelles immersives, se base en 2002 sur les réponses de 3 000 joueurs pour proposer un nouveau découpage : socialisation, immersion, perturbateur, leadership, achievement (accomplissement, aller au bout du jeu). Modèle empirique qu'il fait évoluer autour de trois comportements (achievement, social, immersion) et d'une dizaine de raffinements.
Une troisième taxonomie est proposée en 2004 par Nicole Lazzaro, présidente de XEODesign, une entreprise consultante en game design. Cette classification qui ne se limite pas aux MMORPG utilise les quatre thèmes suivants : l'expérience intérieure, le challenge et la stratégie, l'immersion et le divertissement, l'expérience sociale.

### Identification du joueur au personnage
Dès lors qu’une personne entre dans un monde virtuel, la notion d’avatar est présente. La personne désirant accéder à ce monde, ne peut pas le faire physiquement, d’où la nécessité de « se construire » un personnage qui deviendra son avatar, l’incarnation de sa propre personne au sein du jeu.
Certains joueurs vont jusqu’à se rencontrer dans la vie réelle (l'appellation qui désigne cet évènement est « faire une IRL » pour In Real Life). On a même noté certains mariages après de véritables rencontres[source insuffisante].

### Sociabilité
Le principe même du MMORPG fait que les joueurs jouent avec une majorité d'inconnus ou au moins de personnes qu'ils n'ont pas rencontré physiquement. Cependant ce type de jeux est à l'origine de nombreuses relations entre les joueurs qui sortent du simple cadre du jeu puisqu'on observe des mariages entre joueurs[source insuffisante] et que 40 % des joueurs estiment que leurs amis rencontrés sur ces jeux sont comparables à ceux rencontrés dans la vraie vie.
L’explication de ce phénomène pourrait être le côté anonyme du jeu qui les amène à se confier. De plus l'intérêt commun du MMORPG facilite les premiers échanges.
Lorsque les joueurs interagissent entre eux via leurs avatars, les caractéristiques de ces derniers influencent leurs comportements, ce phénomène est nommé effet Proteus.

## Événements virtuels
L’interaction au sein des mondes persistants étant très importante, il est normal que les joueurs cherchent à se regrouper pour assister à ce qui pourrait être qualifié d'événements virtuels. Ces événements sont aussi divers que des combats organisés de gladiateurs, des pèlerinages pour lutter contre une créature, un tyran, etc.
Deux types d’événements principaux sont à connaître.
- Les « events » (pour « événements »), organisés par les opérateurs du monde. Il peut s'agir de quêtes ayant divers objectifs, ou bien simplement de rassemblements organisés dans des auberges. Les raisons de ces rassemblements sont laissées à la liberté de création des opérateurs.
- Les instances, qui sont des rassemblements de joueurs dont le but est d’être assez nombreux et assez forts pour pouvoir acquérir de l'expérience en nettoyant un donjon de l’ensemble de ses monstres.

D'autres types de rassemblements existent, ils sont cependant plus rares, mais tout aussi remarquables.
Il peut arriver que certaines personnes influent sur le monde virtuel en créant ces événements particuliers. Parfois l’opérateur du monde est même obligé d’entrer dans le jeu ainsi créé par les personnages afin de faire évoluer l’histoire du monde. Lors de ces regroupements, personne ne connaît à l’avance ni le déroulement ni la fin de l’histoire.

## MMORPG et e-sport
L’e-sport, ou sport électronique, est une discipline aujourd’hui reconnue et pratiquée dans le monde entier.
Outre son aspect compétitif, l’e-sport est un marché prospère qui génère des millions d’euros chaque année. Il suscite un engouement certain de la part d’un public de plus en plus large et une professionnalisation bien encadrée. Son potentiel marchand attise la convoitise des créateurs de MMORPG qui opèrent une transformation du genre. Le but étant de continuer à satisfaire les amateurs de jeu de rôle massivement multijoueur, tout en proposant un aspect compétitif pour occuper la scène e-sport.